# Mark Iuliano
Mark Iuliano (Cosenza, 12. travnja 1973.) je talijanski nogometni trener, umirovljeni nogometaš i bivši nacionalni reprezentativac. Veći dio karijere proveo je u torinskom gigantu Juventusu.

## Karijera

### Klupska karijera
Iuliano je profesionalnu karijeru započeo 1990. godine u Salernitani te je bio na jednogodišnjim posudbama u Bologni i Monzi. Povratkom u matični klub, Iuliano ondje postaje standardni igrač. Zbog odličnih igara u klubu, Iuliana kupuje gigant Juventus.
Igrač je u novom klubu debitirao 15. rujna 1996. u utakmici Serie A protiv Cagliarija kojeg je Juve dobio s 2:1. Iuliano je za klub igrao gotovo deset godina a tijekom tog razdoblja Juventus je dominirao u Serie A i Ligi prvaka.
U siječnju 2005. Iuliano kao slobodan igrač prelazi u španjolsku RCD Mallorcu s kojom je odigrao ljetni dio sezone nakon čega se u siječnju 2006. vraća u Italiju gdje je šest mjeseci nastupao za Sampdoriju. Nakon razočaravajućeg razdoblja u klubu iz Genove, Mark u ljeto 2006. potpisuje za sicilijansku Messinu. Prije povlačenja iz profesionalnog nogometa, Iuliano je nastupao još za Ravennu i San Genesio.

### Reprezentativna karijera
Iuliano je za Italiju debitirao 5. rujna 1998. protiv Walesa. S nacionalnom selekcijom je nastupio na EURU 2000. u kojem su Azzuri bili doprvaci Europe te na Svjetskom prvenstvu 2002. Posljednju utakmicu i dresu Italije odigrao je 21. kolovoza 2002. u susretu protiv Slovenije.

#### Pogoci za reprezentaciju
| #  | Datum             | Mjesto                   | Protivnik | Pogodak | Rezultat | Natjecanje            |
| -- | ----------------- | ------------------------ | --------- | ------- | -------- | --------------------- |
| 1. | 26. travnja 2000. | Reggio Calabria, Italija | Portugal  | 1 : 0   | 2 : 0    | Prijateljska utakmica |

## Osvojeni trofeji

### Klupski trofeji
| Klub     | Trofej                 | Sezona / godina |
| Italija  | Italija                | Italija         |
| -------- | ---------------------- | --------------- |
| Juventus | Europski Superkup      | 1996.           |
| Juventus | Interkontinentalni kup | 1996.           |
| Juventus | Scudetto               | 1996./97.       |
| Juventus | Supercoppa Italiana    | 1997.           |
| Juventus | Scudetto               | 1997./98.       |
| Juventus | Intertoto kup          | 1999.           |
| Juventus | Scudetto               | 2001./02.       |
| Juventus | Supercoppa Italiana    | 2002.           |
| Juventus | Scudetto               | 2002./03.       |
| Juventus | Supercoppa Italiana    | 2003.           |

### Reprezentativni trofeji
| Turnir     | Trofej | Godina |
| ---------- | ------ | ------ |
| EURO 2000. | Srebro | 2000.  |

### Ordeni
- Cavaliere Ordine al Merito della Repubblica Italiana: 2000.

## Vanjske poveznice
- Profil i statistika igrača